# Hallerschloss (Graz)

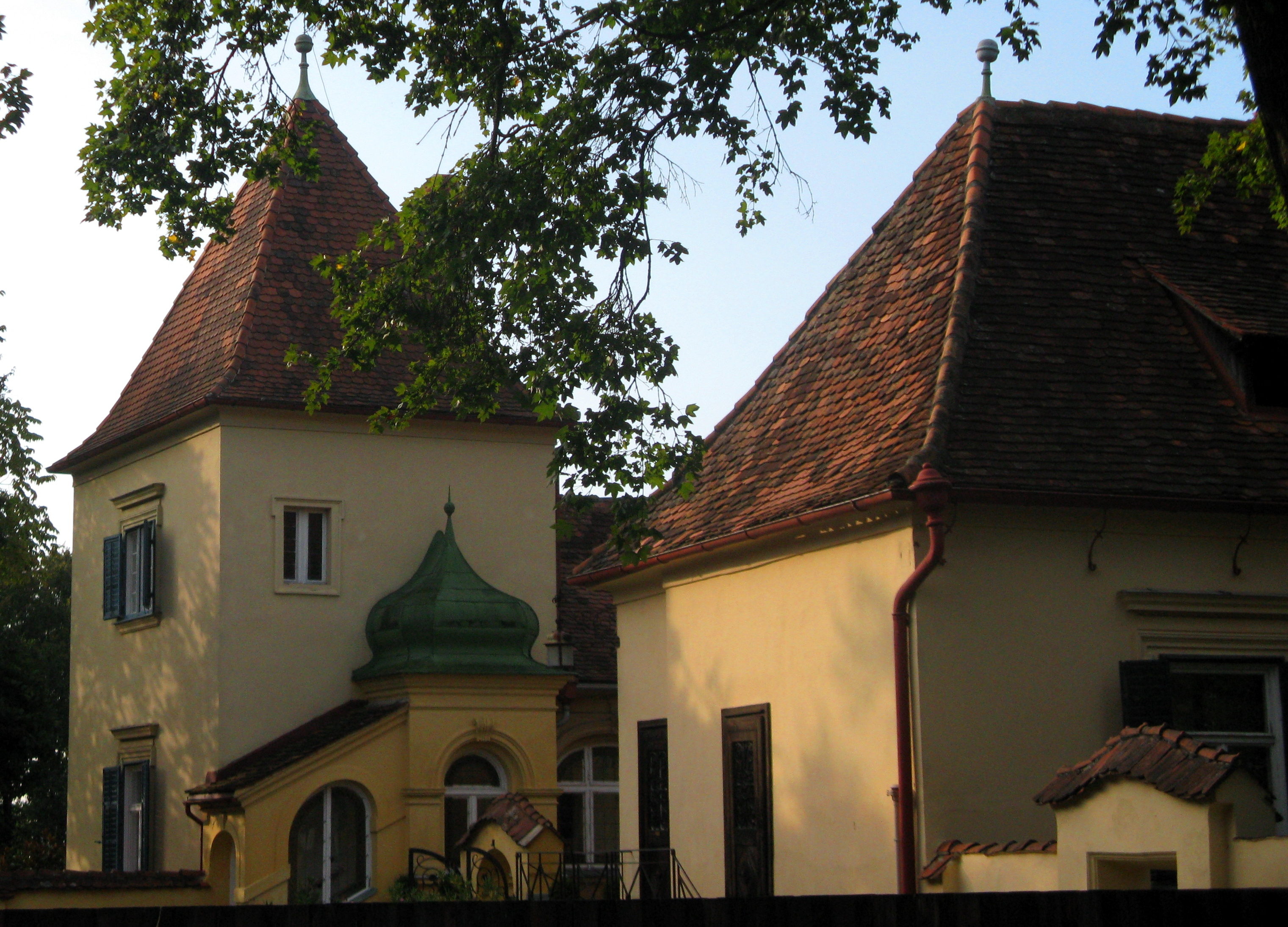
Hallerschloss

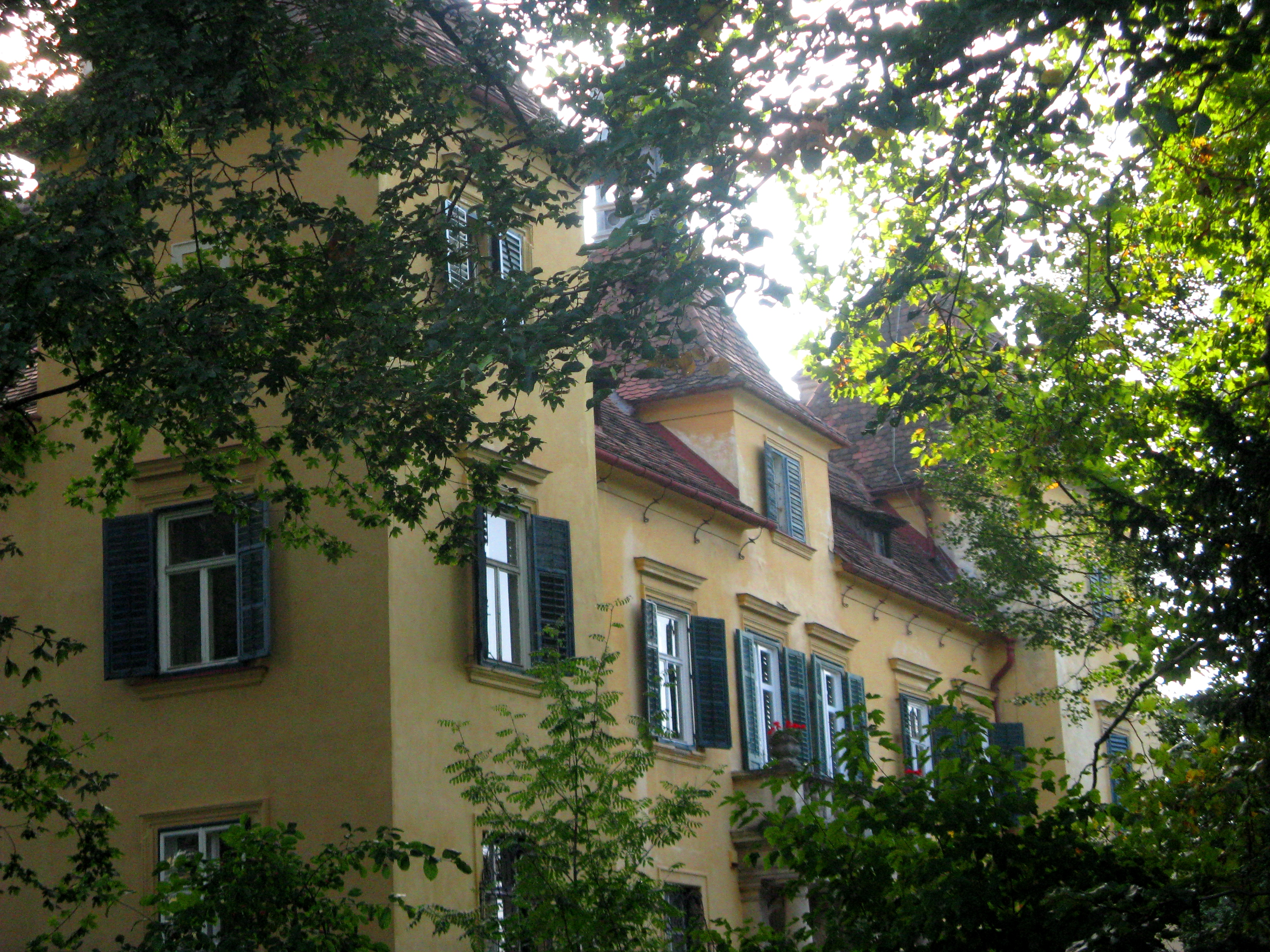
Schauseite

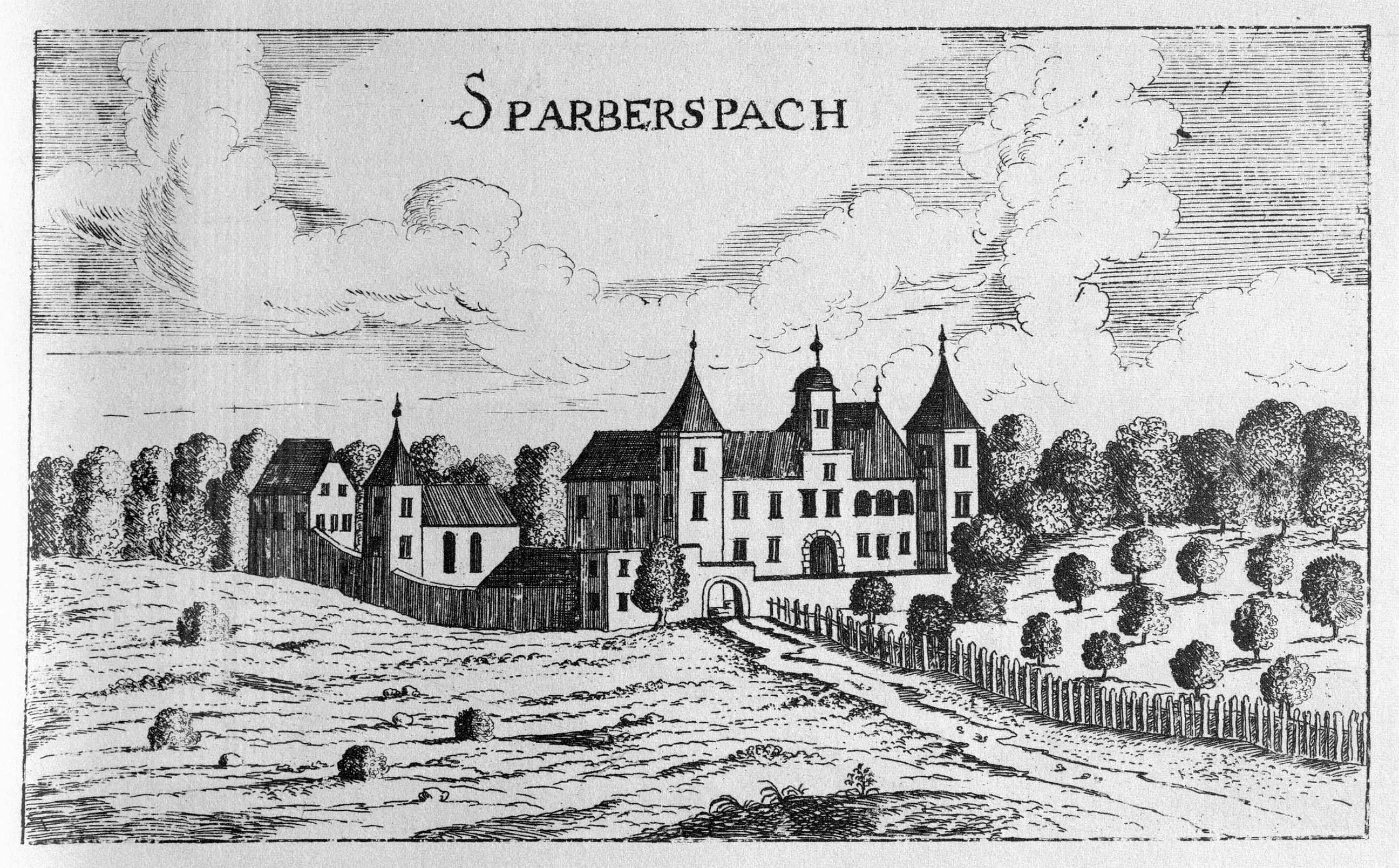
Hallerschloss nach einem Stich von Georg Matthäus Vischer, 1681

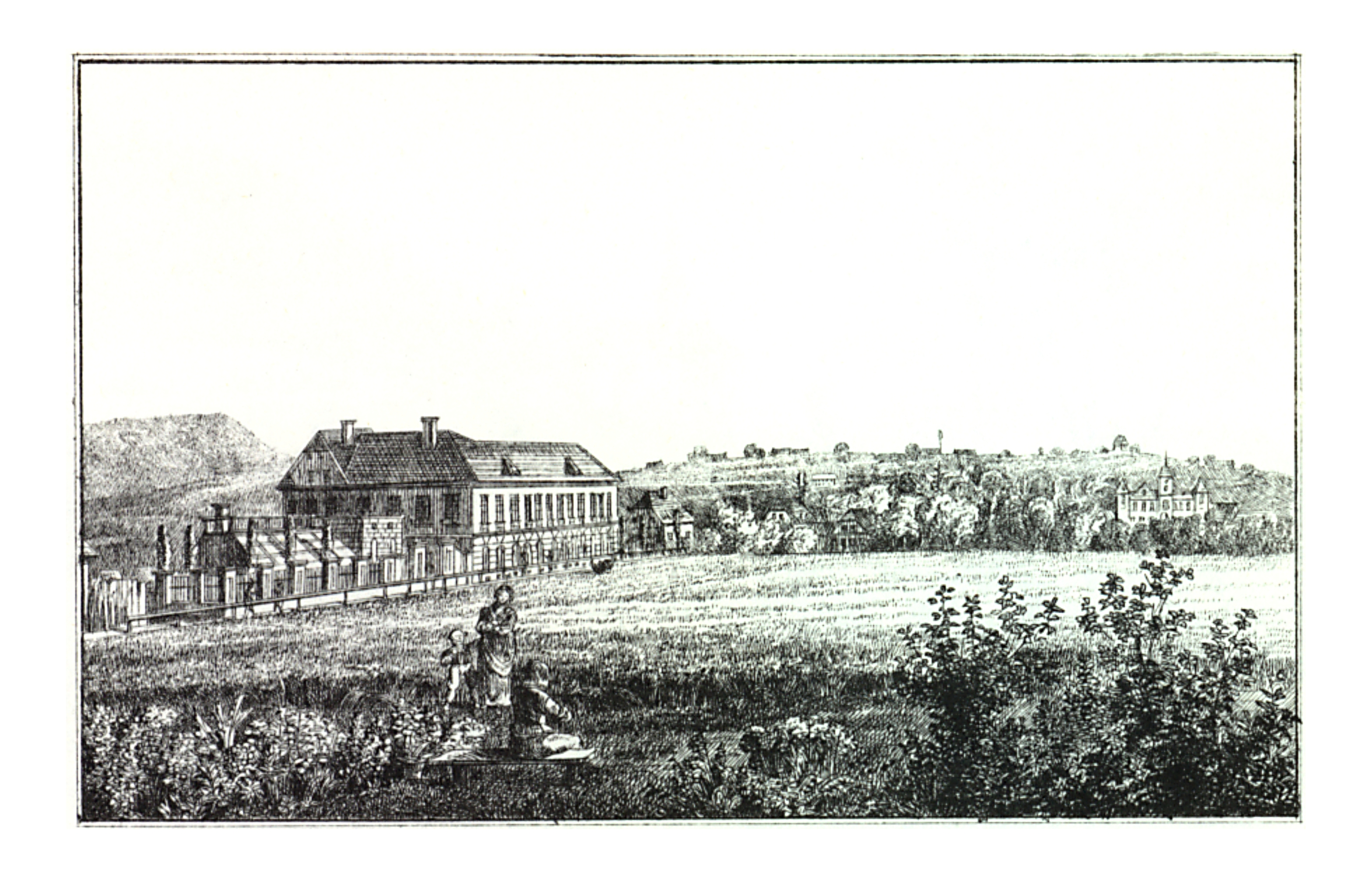
Sparbersbach, im Vordergrund Schloss Schützenhof, um 1830

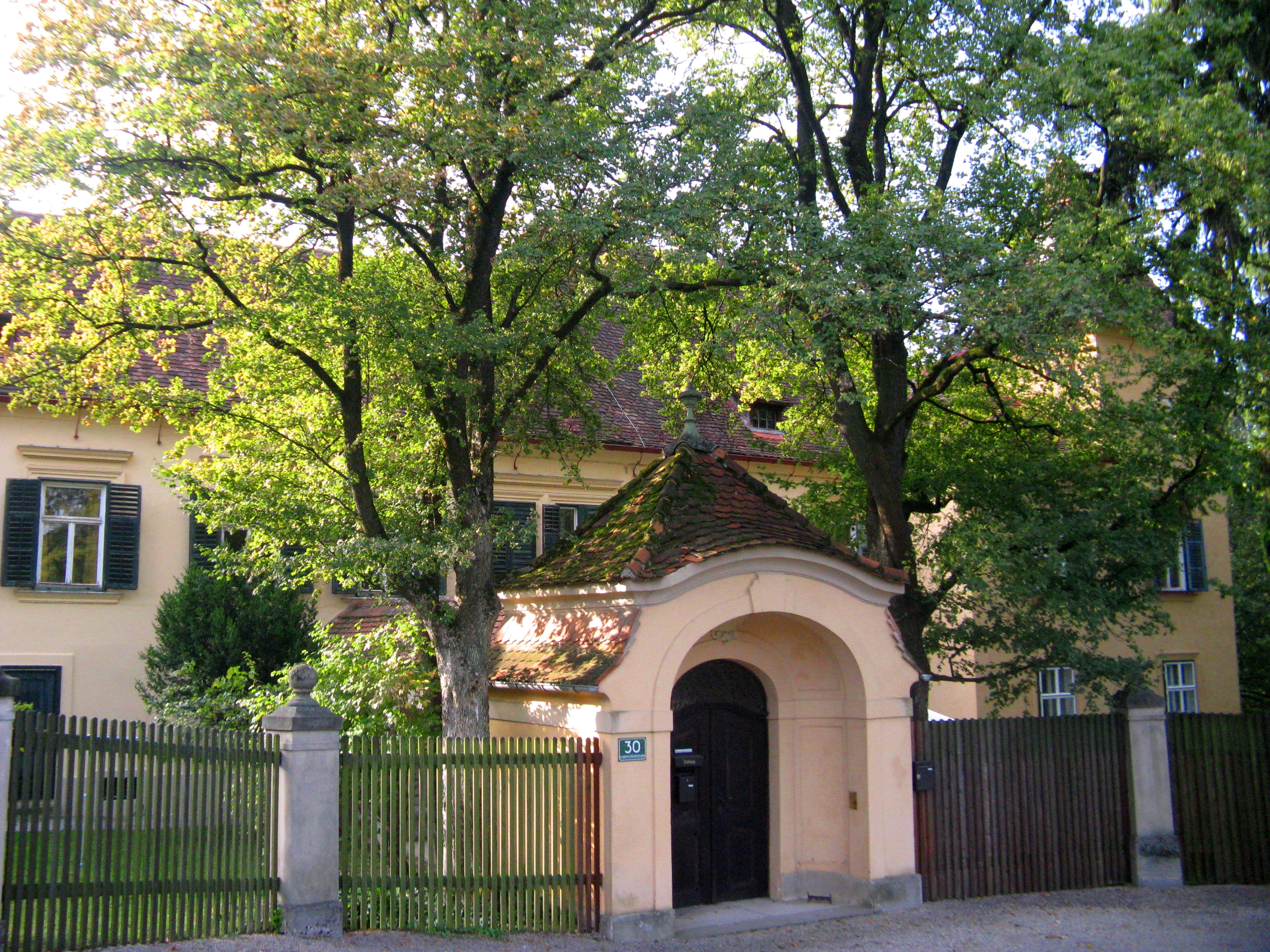
Portal

Das Hallerschloss oder Schloss Sparbersbach (bis ins 18. Jahrhundert) ist ein am Westhang des Ruckerlbergs im Grazer Stadtbezirk Waltendorf gelegenes Schloss. Seine heutige Form stammt großteils aus dem 17. Jahrhundert. Es wurde während des 19. und 20. Jahrhunderts vielfach umgestaltet. Seine Geschichte geht bis in das 13. Jahrhundert zurück. Das Schloss steht unter Denkmalschutz (Listeneintrag).

## Geschichte
Das Schloss wurde wahrscheinlich von einem Ritter von Breuner unter Einbeziehung eines älteren Bauwerks errichtet, um die Straßen und den Besitz des Landesfürsten zu sichern. Ab der zweiten Hälfte des 13. Jahrhunderts saß das Dienstmannengeschlecht der Rietenburger auf dem Schloss. Am 23. März 1389 wurde das Schloss und das Dorf Waltendorf an Hertlein von Lichtenstein verkauft. Lichtenstein stiftete das Gut am 5. Juli 1359 dem Stift Rein, welches es am 25. Oktober 1399 bei Herzog Wilhelm gegen andere Güter eintauschte.
Im 15. Jahrhundert war das Schloss im Besitz der Giebinger. Nach langjährigen Erbstreitigkeiten wurde der Besitz 1580 an Mathias Aman verkauft, welcher ihn an einen Diener des Erzherzogs weiterverkaufte. In den folgenden Jahren wechselten die Besitzer häufig. 1652 ging das Schloss an Hans Georg von Kaltenhausen. Damals umfasste der Besitz das Schloss, einen Meierhof, ein paar Ställe, Meierstuben und Stadeln, eine Eisgrube, einen Gemüse- und Baumgarten, einen Weingarten mit Presse, zwei Teiche sowie mehrere Äcker, Wälder und Wiesen. Bis 1713 hatte das Schloss viele verschiedene Besitzer. 1713 erwarb Sigmund Müller den Besitz und übergab ihn an seinen Schwiegersohn Dr. Friedrich Karl Haller, welcher dem Schloss den Namen „Hallerschloss“ gab. 1923 erfolgte ein Umbau nach Plänen von Julius Kubik.
Während der Belagerung von Graz unter Napoleon 1809 hatte Österreichs Feldherr Feldmarschalleutnant Graf Gyulai sein Hauptquartier im Schloss. Im Jahr 1827 war der Komponist Franz Schubert im Hallerschloss zu Gast. Um 1900 war das Schloss im Besitz des Industriellen Johann Weitzer, dem Gründer der Grazer Waggonfabrik. Er verstarb 1902 im Schloss.
1945 fanden in den Räumlichkeiten des Schlosses Verhandlungen zwischen der Roten und der Britischen Armee über einen Wechsel der Besatzungsmacht statt.

## Ausstattung
Das Hallerschloss ist eine zweigeschoßige Anlage mit U-förmigem Grundriss. An der Westseite befindet sich ein kleines Ecktürmchen mit Zeltdach. Der Südost-Turm und der Neorenaissance-Arkadenhof stammen von dem Umbau im Jahr 1923.
Im Hallerschloss befindet sich eine Kapelle, die der heiligen Katharina geweiht ist. Die Stuckaturen im Knorpelstil mit den Wappen der Grafen Breuner sowie der Rest der Inneneinrichtung stammen aus dem Jahr 1660 und werden dem Künstler Mathias Camin zugeschrieben.